# Gueorgui Katys
Gueorgui Petrovich Katys (en russe : Георгий Петрович Катыс), né le 31 août 1926 et mort le 7 août 2017, est un professeur au département des fondements théoriques de l'optoélectronique à l'Institut moscovite d'ingénierie radio, électronique et automatique - MIREA, membre de l'Académie russe des sciences naturelles et cosmonaute soviétique.
Georgi Katys est né le 31 août 1926. Il est étudiant en sciences techniques à l'Université technique d'État de Moscou-Bauman en 1950-1953. Il a été sélectionné comme cosmonaute le 28 mai 1964 dans le groupe Voskhod (Groupe Médical 1). Plus tard, il est devenu chef du groupe de cosmonautes de l'Académie des sciences d'URSS. Il a été affecté à la mission Voskhod 1 en tant que doublure.
Il a été impliqué dans le développement du programme Lunokhod, le rover lunaire soviétique. Depuis 1984, il est professeur à l'Institut moscovite d'ingénierie radio, électronique et automatique - MIREA. Il est également membre de l'Académie des sciences de Russie et de l'Académie de cosmonautique.